# 石岡雅敬
石岡 雅敬（いしおか まさたか、本名同じ、1979年9月20日 - ）は、日本の男性シンガーソングライター。アコースティックギターによる弾き語りが主なスタイル。北海道七飯町出身。血液型B型。

## 略歴
- 1979年　北海道七飯町に生まれる。
- 1992年　中学校にて吹奏楽部に入部し音楽に出会う。中学時代にコピーバンドをベーシストとして結成する。
- 2000年　北海道より上京し本格的な音楽活動を始める。
- 2005年3月　Album「ノルウェイの森」を自主制作販売。
- 2006年　他のミュージシャンとコラボレートするイベント「石岡の部屋」を立ち上げる。
- 2007年9月　ZXRecordsより、シングル「その声を」をでデビュー。石岡雅敬＆ペケレベツ名義で発売。その後全てのCDは石岡雅敬名義。
- 2009年1月　FMうらやすパーソナリティに就任。
- 2009年10月　浦安市施設利用公社「街中がステージ」ナビゲーターに就任。浦安市内でのイベントなどを立ち上げ活動。
- 2009年12月　Album「旅の途中」をリリース。
- 2010年　吹奏楽、オーケストラ曲などの編曲を多数手がけるようになる。
- 2012年　CM曲の編曲、校歌の作詞など活動が多方面に広がっていく。
- 2013年5月　アルバム「帰路へ」をリリース。
- 2015年7月、2016年7月と故郷七飯町にて「あかまつ納涼祭」にて凱旋ライブを実施。
- 2018年7月　10周年記念シングル「そして東へ/生きる」をリリース。
- 2018年9月　浦安音楽ホールにて10周年記念ライヴ敢行。
- 2019年10月　南行徳MusicMethodにて40歳記念祭ライヴ敢行。
- 2021年9月　EP「あなたへ」をリリース。
- 2022年9月　Single「もうすぐ陽が落ちる」をリリース。
- 2022年10月　ナビゲーターを務めるイベント「Uスタイル」が100回目の公演を実施。
- 2023年6月　Album「Re:START」をリリース。
- 2023年9月　EP「Covers」をリリース。
- 2023年9月　瑞江HOTコロッケにて15周年記念ライヴ敢行。
- 2024年9月　Single「HIRARI」をリリース。
- 2024年11月　Single「Happy Day」をリリース。

## 人物
- 函館工業高等専門学校機械工学科卒業。卒業後、学位授与機構にて教養学士を取得。
- 作品制作にはこれまでに、NewMusic-Records（共同プロデュース）、Native Sun、川田芳行、ANJI、Taro（acim）、望月伸幸、白石雪妃、山岸篤司、渡部沙智子、谷本成輝らが参加した。
- プライベートスタジオ「STUDIO Somali」を所有しており、自身のアルバムなどをレコーディングしている。
- FMうらやすの「石岡雅敬のジャムらNight！！」にてパーソナリティを務めている。
- 吹奏楽ではトランペットを担当。
- 趣味は登山であり、キリマンジャロ登頂、コジオスコ山登頂、沢登りやロッククライミングなどかなり本格的な登山を行っている。
- 自作で車を製作したり、自ら部屋のリフォーム、マラソン、自転車、大型バイクに乗っていたりと多才な部分が多岐にわたり見られる。
- COWPERS、DISCOTORTIONのギタリスト「タカハシカズトモ」は従兄弟である。

## ディスコグラフィ

### シングル
- その声を※「石岡雅敬＆ペケレベツ」でリリース
- そして東へ/帰路へ
- もうすぐ陽が落ちる
- HIRARI
- Happy Day

### アルバム
- ノルウェイの森
- 旅の途中
- 帰路へ
- あなたへ（EP）
- Re:START
- Covers（EP）

## ラジオ
- 「Bay City Club〜石岡雅敬のジャムらNIGHT〜」（FMうらやす83.6MHz毎月第3金曜日21：00〜22：00）
- 「石岡雅敬のWebFriends」（ZX WEB RADIO毎月第2火曜日18:30〜21：30）※2011年番組終了